# Obalenie
Obalenie – w logice wskazanie fałszywego następstwa zdania. 
Jeżeli dane zdanie jest prawdziwe, to wszystkie wynikające z niego zdania też są prawdziwe. To prawo jest podstawą rozumowań dedukcyjnych. Wynika z niego także prawomocność operacji obalenia: jeżeli zostanie znalezione jakieś fałszywe zdanie q, będące następstwem zdania p, to należy stwierdzić, że zdanie p jest fałszywe.